# Vol d'un million de dollars de bons
Pour le téléfilm, voir Un million de dollars de bons volatilisés (téléfilm).
Vol d'un million de dollars de bons (The Million Dollar Bond Robbery), parfois titrée Un million de dollars de bons volatilisés, est une nouvelle policière d'Agatha Christie mettant en scène le personnage d'Hercule Poirot.
Initialement publiée le 2 mai 1923 dans la revue The Sketch au Royaume-Uni, cette nouvelle a été reprise en recueil en 1924 dans Poirot Investigates au Royaume-Uni. Elle a été publiée pour la première fois en France dans la revue Ric et Rac le 28 mai 1941, puis dans le recueil Les Enquêtes d'Hercule Poirot en 1968.

## Résumé
Esmée Farquhar vient trouver Hercule Poirot. Son fiancé, Philippe Ridgeway, chargé du transport d'un million de dollars en bons du Trésor de Liverpool à New-York, est accusé d'avoir volé cette somme ou d'avoir commis une négligence professionnelle ayant entraîné le vol de cette somme. En effet, les bons ont été placés dans sa cabine d'un navire transatlantique, dans une malle blindée. À l'arrivée à destination, les bons avaient disparu ! Poirot innocentera Ridgeway en répondant à cette simple question : qui disposait des clefs de la malle blindée ?

## Personnages
Philippe Ridgeway

## Publications
Avant la publication dans un recueil, la nouvelle avait fait l'objet de publications dans des revues, dans la série « The Grey Cells of M. Poirot I » :
- le 2 mai 1923, au Royaume-Uni, dans le no 1579 (vol. 122) de la revue The Sketch[1],[2] ;
- en avril 1924, aux États-Unis, sous le titre « The Great Bond Robbery », dans le no 6 (vol. 38) de Blue Book Magazine[1],[3] ;
- le 28 mai 1941, en France, sous le titre « Un vol inexplicable », dans le no 638 de la revue Ric et Rac[4] ;
- en mai 1965, en France, sous le titre « Le vol impossible », dans le no 208 de la revue Mystère magazine[4].

La nouvelle a ensuite fait partie de nombreux recueils :
- en 1924, au Royaume-Uni, dans Poirot Investigates[1],[5] (avec 10 autres nouvelles) ;
- en 1925, aux États-Unis, dans Poirot Investigates[1] (avec 13 autres nouvelles, soit 3 supplémentaires par rapport au recueil britannique) ;
- en 1968, en France, dans Les Enquêtes d'Hercule Poirot[4] (recueil ne reprenant que 9 des 11 nouvelles du recueil britannique)
(rééditée en 1990 dans le cadre de la coll.« Les Intégrales du Masque » sous le titre « Un million de dollars de bons volatilisés »).

## Adaptation
- 1991 : Un million de dollars de bons volatilisés (The Million Dollar Bond Robbery), téléfilm britannique de la série télévisée Hercule Poirot (22e épisode, 3.03), avec David Suchet dans le rôle principal.